# تشنغ يوكون
تشَنغ يَوكون (بالصينية: 张耀坤)، من مواليد 17 ابريل 1981 في داليان في الصين، لاعب كرة قدم صيني.
بدأ مسيرته الكروية مع نادي داليان شيد في عام 2000، ولعب معهم حتى عام 2004، وشارك معهم في 81 مباراة، وفي عام 2005 انتقل إلى نادي سوشوان غوانتشينغ، ولعب معهم 26 مباراة وسجل هدف واحد، ومنذ عام 2006 وهو يلعب مع نادي داليان شيد.
و قد بدأ باللعب مع منتخب الصين لكرة القدم في عام 2004.

## روابط خارجية
- تشنغ يوكون على موقع الاتحاد الدولي (مؤرشف)  (الإنجليزية)
- تشنغ يوكون على موقع ناشيونال فوتبول تيمز (الإنجليزية)
- تشنغ يوكون على موقع Soccerway.com (الإنجليزية)
- تشنغ يوكون على موقع كووورة